# Rhamphomyia auricoma
Rhamphomyia auricoma är en tvåvingeart som beskrevs av Bartak 2002. Rhamphomyia auricoma ingår i släktet Rhamphomyia och familjen dansflugor.
Artens utbredningsområde är Alberta. Inga underarter finns listade i Catalogue of Life.